# Acacia deltoidea
Acacia deltoidea é uma espécie de leguminosa do gênero Acacia, pertencente à família Fabaceae.